# Хорас Энди
Хорас Энди (англ. Horace Andy, настоящее имя — Хорас Хайндс (англ. Horace Hinds); родился 19 февраля 1951 в Alman Town, Кингстон, Ямайка) — рутс-реггей-музыкант, известный по таким хитам, как «Government Land», «You Are My Angel», «Skylarking» и кавер-версии «Ain't No Sunshine».

## Биография

### Ранние годы
Хайндс записал свой первый сингл «This is a Black Man’s Country» в 1967 году. После неудачного прослушивания в Coxsone Dodd's Studio One  в дуэте  с  Франком Мелоди, Хайдс вместе Доддом решили, что Хайдс должен  записываться как Хорас Энди,  чтобы извлечь выгоду из популярности Боба Энди, и избежать сравнений со своим кузеном, Джастином Хайндсом ." Got To Be Sure " – первая его песня под новым псевдонимом.Одна из наиболее удачных песен Энди, "Skylarking", сначала появилась в альбоме Dodd's Jamaica Today  , но вскоре была выпущена как сингл, став хитом на Ямайке.Через несколько лет, сотрудничая с Bunny Lee  Хорас создал серию синглов ставших классикой: "Just Say Who", "Don't Try To Use Me", "You Are My Angel", "Zion Gate", "I've Got to Get Away"и новая версия песни "Just Say Who".
В 1977 вместе со своей первой женой,Клодетт, Хорас Энди переезжает в США, где он записался для DaSilva Everton, создав даб и In The Light  альбомы, а также синглы : "Do You Love My Music" и "Government Land".  Энди создал свой собственный лейбл Rhythm,с помощью   которого он выпустил свои работы с DaSilva. Сотрудничество с DaSilva неожиданно завершилось: в 1979 году его убили. Альбом Энди 1978 года Pure Ranking  вызвал повышение популярности dancehall reggae.
В первой половине 80-х Энди продолжает записываться с различными продюсерами.
В 1985, со своей второй женой Кэролайн, Хорас переехал в Лондон в Ladbroke Grove , где он продолжает регулярно записывать альбомы, и создавать сборники.

### Сотрудничество с Massive Attack и Mad Professor
Сотрудничество с Massive Attack началось ещё с 90-х и продолжается по сей день. Хорас Энди принял участие в записи всех пяти студийных альбомов бристольского коллектива в качестве приглашённого вокалиста. Песня 'Angel' с третьего альбома Massive Attack 'Mezzanine' — можно сказать, зазвучавшая по-новому 'You Are My Angel' Хораса Энди, как и 'Girl I love You', вошедшая в 'Heligoland' — пятый студийный альбом Massive Attack.
В середине 1990-х он также работал с Mad Professor, выпустив Life Is For Living and Roots and Branches.

## Дискография

### Альбомы
- Skylarking (1972) Studio One
- You Are My Angel (1973) Trojan
- Earth Must Be Hell (1974) Atra (with Winston Jarrett) aka The Kingston Rock
- Earth Must Be Hell — Dub (1974) Atra (with Winston Jarrett)
- In The Light (1977) Hungry Town
- In The Light Dub (1977) Hungry Town
- Pure Ranking (1978) Clocktower
- Bim Sherman Meets Horace Andy and U Black Inna Rub a Dub Style (1980) Yard International (with Bim Sherman and U Black)
- Natty Dread a Weh She Want (1980) New Star
- Unity Showcase (1981) Pre (with Errol Scorcher)
- Dance Hall Style (1982) Wackies aka Exclusively (1982) Solid Groove
- Showcase (1984) Vista Sounds
- Confusion (1984) Music Hawk
- Sings For You and I (1985) Striker Lee
- Clash of the Andy’s (1985) Thunderbolt (with Patrick Andy)
- Elementary (1985) Rough Trade
- Reggae Superstars Meet (1986) Striker Lee (with Dennis Brown)
- From One Extreme To Another (1986) Beta (with John Holt)
- Haul & Jack Up (1987) Live & Love
- Fresh (1988) Island In The Sun
- Shame and Scandal (1988)
- Everyday People (1988) Wackies
- Rude Boy (1993) Shanachie
- Jah Shaka Meets Horace Andy (1994) Jah Shaka Music
- Dub Salute 1 Featuring Horace Andy (1994) Jah Shaka Music
- Seek and You Will Find (1995) Blackamix International
- Seek and You Will Find — The Dub Pieces (1995) Blackamix International
- Life Is For Living (1995) Ariwa
- Roots and Branches (1997) Ariwa
- See and Blind (1998) Heartbeat
- Living In The Flood (1999) Melankolic
- Mek It Bun (2002) Wrasse
- From the Roots: Horace Andy Meets Mad Professor RAS
- This World (2005) Attack
- Livin' It Up (2007) Medium (with Sly & Robbie)
- On Tour (2008) Sanctuary
- Two Phazed People (2009) dontTouch (with Alpha)
- "Serious Times" (2010)